# Euryestola iquira
Euryestola iquira là một loài bọ cánh cứng trong họ Cerambycidae.